# Wrestedt
Wrestedt é um município da Alemanha localizado no distrito de Uelzen, estado da Baixa Saxônia.
É membro e sede do Samtgemeinde de Wrestedt.